# The Vampire (film 1915)
The Vampire è un film muto del 1915 diretto da Alice Guy.
La protagonista, femme fatale vampiresca, è interpretata da Olga Petrova, un'attrice inglese emigrata negli Stati Uniti e diventata famosa usando un nome d'arte russo.

## Produzione
Il film fu prodotto dalla Popular Plays and Players Inc.

## Distribuzione
Distribuito dalla Metro Pictures Corporation, il film uscì nelle sale cinematografiche statunitensi il 9 agosto 1915. In gennaio, era uscito negli Stati Uniti La vampira con Theda Bara, dove il personaggio dell'attrice era definito il vampiro: la storia di una donna fatale che distrugge coloro che cadono nella sua rete. Su quella scia, nasce la tipologia della vamp, di cui The Vampire è uno dei primi esempi.